# Casa de Lorenzo de Ulloa

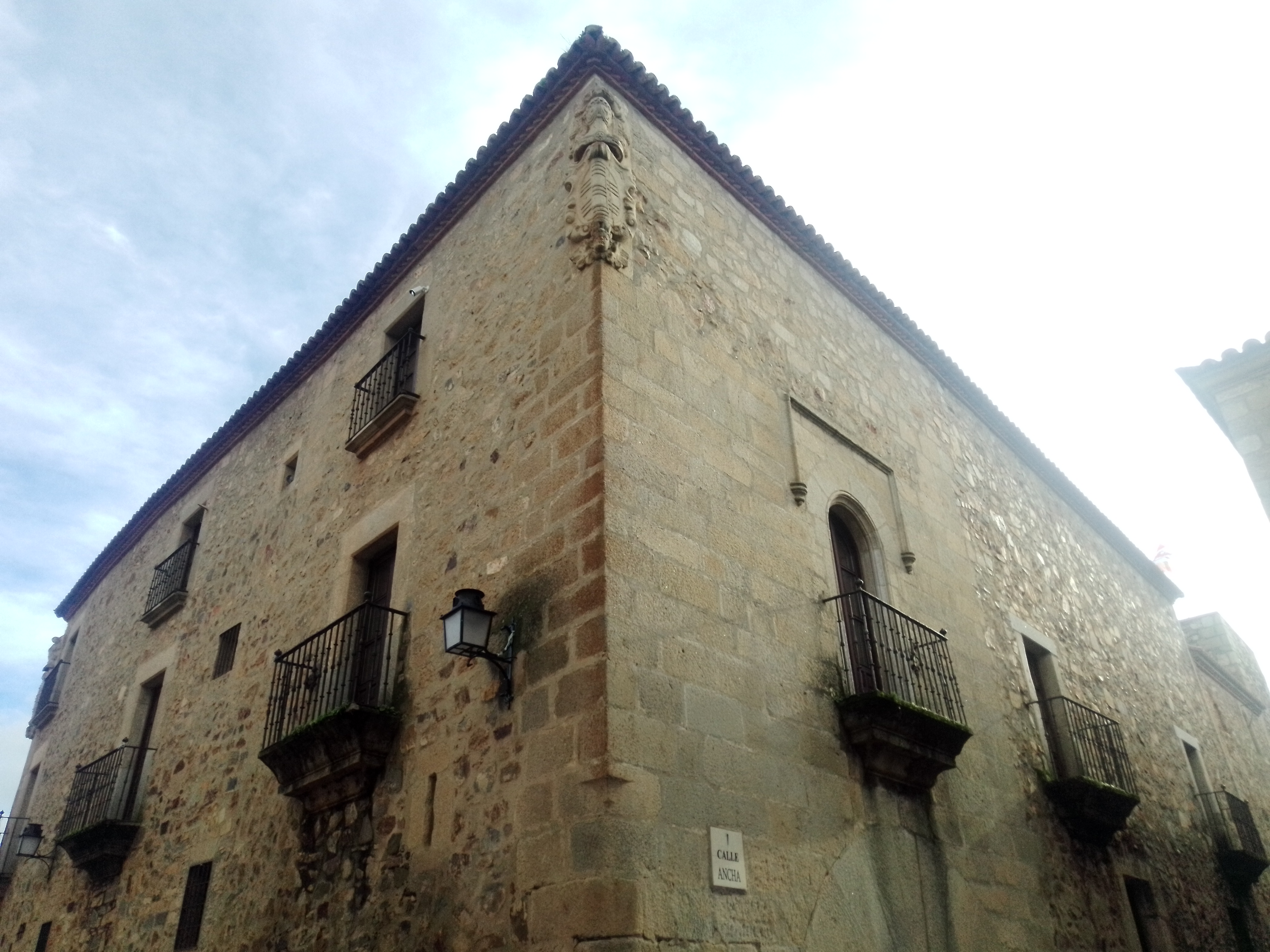
Casa de Lorenzo de Ulloa

La casa de Lorenzo de Ulloa o casa de Ulloa es un edificio de estilo gótico situado en la plaza de San Mateo en el interior del recinto monumental de la ciudad de Cáceres (Extremadura, España).
Se trata de una casa solariega cuya construcción se llevó a cabo durante el siglo XV. Entre sus elementos arquitectónicos destaca su fachada en la que se pueden apreciar los escudos de las familias de Ulloa y Carvajal.
En la actualidad alberga las instalaciones de la escuela de Bellas Artes Eulogio Blasco dependiente de la diputación provincial.